# Yun Byung-se
Dans ce nom coréen, le nom de famille, Yun, précède le nom personnel.
Yun Byung-se (né le 3 août 1953 à Séoul) est un homme politique sud-coréen. Il est ministre des Affaires étrangères du 11 mars 2013 au 18 juin 2017.